# Storbritanniens folkeafstemning om medlemskab af EF 1975
Storbritanniens folkeafstemning om medlemskab af EF 1975 var en folkeafstemning afholdt den 5. juni 1975 i Storbritannien, for at måle støtten til landets fortsatte medlemskab af Det Europæiske Økonomiske Fællesskab (EØF), ofte kendt som det fælles marked på det tidspunkt, hvor landet indtrådt i 1973 under den konservative Edward Heaths regering. Labours manifest for oktober valget 1974 lovede, at folk skulle beslutte "gennem stemmeboksen", om kongeriget skulle forblive i EF. Vælgerne udtrykte betydelig støtte til EF-medlemskab, med 67% for, til fordel for en valgdeltagelse på 65%. Dette var den første folkeafstemning, der blev afholdt i hele Storbritannien; tidligere, havde andre folkeafstemninger kun været arrangeret i Skotland, Wales, Nordirland, London og enkelte byer. Det forblev den eneste britiske folkeafstemning i indtil Folkeafstemning om ny valgordning i Storbritannien i 2011.

## Resultater
| Hele Storbritannien              | Hele Storbritannien | Hele Storbritannien |
|                                  | Stemmer             | Procent             |
| -------------------------------- | ------------------- | ------------------- |
| Ja                               | 17.378.581          | 67,23 %             |
| Nej                              | 8.470.073           | 32,77 %             |
| Gyldige stemmer                  | 25.848.654          | 99,79 %             |
| Ugyldige og blanke stemmer       | 54.540              | 0,21 %              |
| Stemmer i alt                    | 25.903.194          | 100,00 %            |
| Stemmeberettigede/valgdeltagelse | 40.084.594          | 64,62 %             |